# 米隆·克里斯蒂亚
米龙·克里斯泰亚（羅馬尼亞語：Miron Cristea，羅馬尼亞語發音：[miˈron ˈkriste̯a]，1868年7月20日—1939年3月6日），是罗马尼亚王国时期的东正教都主教、政治家。他作为全罗马尼亚宗主教曾于1938年2月11日至1939年3月6日期间担任罗马尼亚首相，但历史学家认为掌握实权的是副首相阿曼德·克利内斯库。